# Lie,Lie,Lie,
「Lie,Lie,Lie,」（ライ・ライ・ライ）は、大黒摩季の34枚目のシングル。2017年9月27日にビーイングより発売された。

## 概要
- 大黒のデビュー25周年記念第1弾シングルとして発売された。
- 活動再開後&ビーイング復帰後初のシングル。
- アニメ『名探偵コナン』の主題歌として、2017年8月5日から12月23日までオープニングに起用された。なお、名探偵コナンの主題歌を担当するのは今回が初である。
- 大黒の楽曲がアニメソングとして起用されたのは、1997年に放送されたアニメ『中華一番!』の主題歌「空」以来約20年振りとなる。
- 2016年発売のベストアルバム「Greatest Hits 1991-2016 〜All Singles +〜」と同様、通常盤（名探偵コナン盤）とBIG盤（初回限定生産）2種類での発売となった。
- BIG盤にはRockin' MaMa（大黒摩季・原田喧太・徳永暁人）によるライナーノーツ映像の視聴用URL・QRコードが特典として封入されている。

## 収録曲

### BIG盤
1. Lie, Lie, Lie,
  - 作詞・作曲：大黒摩季　編曲：Rockin' MaMa
  - 読売テレビ・日本テレビ系アニメ『名探偵コナン』オープニング
2. リベンジ
  - 作詞：大黒摩季　作曲：原田喧太・徳永暁人・大黒摩季　編曲：Rockin' MaMa
  - 中国配信アニメ『全職高手（Master of skill)』主題歌
3. Mama forever (BIG盤のみ）
  - 作詞・作曲・編曲：大黒摩季
4. Lie, Lie, Lie,（Instrumental)
5. リベンジ (Instrumental)
6. Mama forever (Instrumental)

### 名探偵コナン盤
1. Lie, Lie, Lie,
2. リベンジ
3. Lie, Lie, Lie, (TV size)
4. Lie, Lie, Lie, (Instrumental)
5. リベンジ (Instrumental)